# Dura madre
La dura madre (o pachimeninge) è la più esterna e spessa – da cui il nome – delle tre meningi, le membrane che avvolgono il sistema nervoso centrale. È prevalentemente acellulare, composta da fascicoli strettamente adesi di fibre collagene organizzate in lamine.
La dura madre riveste l'encefalo e il midollo spinale fino al sacro, dove si continua nel filo terminale. Si compone di due strati:
- strato interno, o meningeo, che riveste le strutture nervose
- strato esterno, o endosteo, che aderisce alle strutture ossee

Lungo il canale vertebrale la dura madre non è adesa alle vertebre e tra di esse si interpone lo spazio epidurale, ricco di vasi venosi ed adipe. 

## Sepimenti
In genere i due strati della dura madre sono fusi, fatta eccezione per i punti nel cranio in cui lo strato meningeo si ripiega verso l'interno a formare i sepimenti della dura madre:
- falce del cervello (o grande falce), la quale separa verticalmente i due emisferi cerebrali;
- tentorio del cervelletto, il quale separa orizzontalmente gli emisferi cerebrali dal cervelletto;
- falce del cervelletto (o piccola falce), che separa i due emisferi cerebellari;
- diaframma della sella, che ricopre la sella turcica ed all'interno del quale passa il peduncolo ipofisario;
- tenda dell'olfattorio.

Questi possono essere rivestiti di endotelio ed accogliere al loro interno i seni durali, che drenano il sangue venoso di cervello ed ossa craniche e lo scaricano nella vena giugulare interna.

## Vascolarizzazione
La dura madre è irrorata:
- nella fossa cranica anteriore dalle arterie meningee anteriori, rami delle arterie etmoidali.
- nella fossa cranica media dall'arteria meningea media e da alcune arterie meningee accessorie, rami dell'arteria mascellare
- nella fossa cranica posteriore dall'arteria meningea posteriore, ramo dell'arteria faringea ascendente e da altre arterie meningee derivanti da arteria faringea ascendente, occipitale e vertebrale.[3]

## Innervazione
Nella fossa cranica anteriore la dura madre è innervata dai rami meningei dei nervi etmoidali e dai nervi meningeo medio e spinoso, rami rispettivamente della branca mascellare e mandibolare del nervo trigemino, che si distribuiscono anche alla fossa cranica media. 
La porzione posteriore della falce cerebrale e il tentorio del cervelletto sono innervati dal nervo tentoriale, ramo del nervo oftalmico.
Nella fossa cranica posteriore la dura madre è innevata da rami meningei dei nervi cervicali superiori.